# Percy Strickland Mills
Percy Strickland Mills, britanski general, * 1883, † 1973.